# Calidris ptilocnemis
Il piovanello delle rocce (Calidris ptilocnemis, Coues 1873) è un uccello della famiglia degli Scolopacidae.

## Sistematica
Calidris ptilocnemis ha cinque sottospecie:
- C. ptilocnemis couesi
- C. ptilocnemis kurilensis
- C. ptilocnemis ptilocnemis
- C. ptilocnemis quarta
- C. ptilocnemis tschuktschorum

## Distribuzione e habitat
Questo uccello vive in Alaska, Columbia Britannica, Stati Uniti occidentali, Messico, Russia orientale e Giappone. È di passo in Cina.